# Мгеладзе, Арсен Селимович
Арсен Селимович Мгеладзе — грузинский политический и общественный деятель. бывший депутат Парламента Грузии.

## Биография
Родился в Кедском районе АР Аджария, 27-го ноября 1955 года. В 1984 году окончил Грузинский Зоотехническо-Ветеринарный Научно-Учебный Институт. С 1996 по 2004 год — член политической партии «Союз демократического возрождения Грузии» (лидер — Абашидзе, Аслан Ибрагимович). В 1984 году — инженер транспорта и материального снабжения агропромышленного объединения Кедского района. С 1984 по 1985 год — агроном пищевого производства агропромышленного объединения Кедского района. С 1985 по 1986 год — инспектор животноводческой зоны Кедского района. С 1986 по 1994 год — главный зоотехник агропромышленного объединения Кедского района. С 1996 по 1998 год — заведующий отделом труда, социальной защиты и занятости Администрации Кедского района. С 1998 по 2000 год — заместитель главы Администрации Кедского района.
С 2000 по 2004 год и с 2004 по 2008 год — депутат Парламента Грузии. С 2004 года — мажоритарный депутат Парламента Грузии от Кедского района. С 2004 по 2006 год — член парламентского комитета по здравоохранению и социальной защите. В 2007 году — член временной парламентской комиссии по изучению деятельности Контрольной Палаты Грузии.
Незадолго до политического кризиса ноября 2007 года заявил о вступлении в новую оппозиционную парламентскую фракцию «Чвени Сакартвело» («Наша Грузия»), состоявшую из сторонников кандидата на пост президента страны Бадри Патаркацишвили.